# Vol Iraqi Airways 163
Le 25 décembre 1986, un Boeing 737-270C effectuant le vol Iraqi Airways 163, un vol régulier international entre l'aéroport International de Saddam, en Irak, et l'aéroport international Reine-Alia, à Amman, en Jordanie, a été détourné par quatre hommes. Les agents de sécurité d'Iraqi Airways présents à bord ont tenté d'arrêter les pirates de l'air, mais une grenade a explosé dans la cabine passagers, forçant les pilotes à amorcer une descente d'urgence. Une deuxième grenade a ensuite explosé dans le cockpit, provoquant le crash de l'avion près de l'aéroport d'Arar, en Arabie saoudite, où il s'est brisé en deux sections lors de l'impact avant de prendre feu.
Sur les 106 personnes à bord, 60 passagers et 3 membres d'équipage sont morts. Ce détournement est l'un des plus meurtriers de tous les temps, et fait partie des nombreux détournements d'avion survenus en 1985 et 1986.
Peu de temps après, le groupe pro-iranien Organisation du Jihad islamique, affilié au Hezbollah, a revendiqué la responsabilité de ce détournement. L'un des pirates de l'air morts a ensuite été identifié par la Central Intelligence Agency comme étant un ressortissant libanais nommé Ribal Khalil Jallul, dont la photo de passeport correspond à une affiche de martyr du Hezbollah trouvée près d'une mosquée à Beyrouth. L'Irak a ensuite accusé l'Iran d'avoir organisé l'attaque.